# 鹿児島県道273号加世田停車場線
鹿児島県道273号加世田停車場線（かごしまけんどう273ごう かせだていしゃじょうせん）は、鹿児島県南さつま市を通る、かつて存在した一般県道である。

## 概要
南さつま市加世田本町にあった鹿児島交通枕崎線加世田駅から、同市加世田本町の国道270号交点までを結んでいた。
2010年（平成22年）3月12日付鹿児島県告示第247号により、2010年（平成22年）3月31日に県道の路線としては廃止された。
かつては路線名の通り加世田駅が起点であった。鹿児島交通枕崎線廃線後、同駅はバスターミナルとなったが、いまだに地元の人々は「駅」と呼んでいる。

### 路線データ
- 起点：鹿児島県南さつま市加世田本町（鹿児島交通枕崎線 加世田駅）
- 終点：鹿児島県南さつま市加世田本町（本町交差点、国道270号交点、鹿児島県道31号加世田川辺線起点）
- 陸上距離：0.4 km

## 歴史
- 1958年（昭和33年）11月1日 - 鹿児島県告示第772号により南薩鉄道加世田駅から県道鹿児島伊集院枕崎線（のちの国道270号）交点までの路線が加世田停車場線として認定される。
- 1972年（昭和47年）8月1日 - 「路線番号決定公告」により加世田停車場線の路線番号として「273」が割り当てられる[2]。
- 1984年（昭和59年）3月17日 - 鹿児島交通枕崎線の廃止に伴い、加世田駅が廃止される。
- 2010年（平成22年）3月31日 - 鹿児島県告示第247号により路線が廃止される。

## 地理

### 通過していた自治体
- 南さつま市

### 交差していた道路
| 交差していた道路                     | 交差していた場所 | 交差していた場所  |
| ------------------------------------ | ---------------- | ----------------- |
| 国道270号 鹿児島県道31号加世田川辺線 | 加世田本町       | 本町交差点 / 終点 |

### 沿線
- 鹿児島交通枕崎線 加世田駅跡地